# ᚦ
ᚦ (スリサズ、古ノルド語: Þurs、古英語: Þorn、英語: thurisaz) はルーン文字の第3字母で、北欧ルーンや、アングロサクソンルーンにおいて /θ/、/ð/の音価を表す文字である。ゲルマン祖語の再構形は*Þurisazである。
アングロサクソンルーン詩では「Þorn (thorn)」と呼ばれ、ラテン文字 þの由来である。
ᚦはþと翻字され、無声歯摩擦音の音価を持つ。 (現代英語の th に当たる。)

## 名称
Þurs は霜の巨人の名前である。

## ルーン詩
その名前は全ての3つのルーン詩に記されている。
| ルーン詩: | 現代英語への翻訳:                                                                                                   |
| 古ノルウェー語 ᚦ Þurs vældr kvinna kvillu, kátr værðr fár af illu.                                                  | Thurs ("Giant") causes anguish to women, misfortune makes few men cheerful.                                         |
| 古アイスランド語 ᚦ Þurs er kvenna kvöl ok kletta búi ok varðrúnar verr. Saturnus þengill.                           | Thurs ("Giant") is torture of women and cliff-dweller and husband of a giantess Saturn's thegn.                     |
| 古英語 ᚦ Ðorn byþ ðearle scearp; ðegna gehwylcum anfeng ys yfyl, ungemetum reþe manna gehwelcum, ðe him mid resteð. | The thorn is exceedingly sharp, an evil thing for any knight to touch, uncommonly severe on all who sit among them. |

サートゥルヌスはユミルまたはウートガルザ・ロキを表している可能性がある。